# Synagoga Abrama Bergera w Łodzi (ul. Ogrodowa 12)
Synagoga Abrama Bergera w Łodzi – prywatny dom modlitwy znajdujący się w Łodzi przy ulicy Ogrodowej 12.
Synagoga została zbudowana w 1891 roku z inicjatywy Abrama Bergera. Podczas II wojny światowej hitlerowcy zdewastowali synagogę.